# 内特·罗宾逊
纳撒尼尔·科尼利厄斯·罗宾逊（英語：Nathaniel Cornelius Robinson，1984年5月31日—）為前美国男子篮球运动员，雖然身高較矮卻能多次獲得灌籃大賽冠軍而常被津津樂道。羅賓遜是NBA歷史中少有的几名矮个球员。
2016年3月宣布，他会转型至美式足球，并参加NFL（国家橄榄球联盟）球队的试训。2017年回歸NBA與德拉瓦87人簽下NBA發展聯盟合約。

## 大学篮球时期
大学篮球時期，僅二年级的他领导华盛顿大学哈士奇队（Washington Huskies）打入2005年NCAA的前16强。
罗宾逊还曾经在华盛顿大学打美式橄榄球，而且是一名优秀的侧卫。其实当年罗宾逊是靠着美式橄榄球的奖学金錄取，进入大学篮球队后便放弃了橄榄球奖学金，转而接受篮球奖学金並专心于篮球运动之中。

## NBA职业生涯
罗宾逊在2005年NBA选秀中，总第21位被菲尼克斯太阳选中，但是随即和昆廷·理查德森在季前一起被交换到了纽约尼克斯，交换的筹码是科特·托马斯以及第二轮总第54位选中的迪容·汤普森。
於2010年2月13日被交易至波士頓塞爾提克，該隊最後贏得該季的東區冠軍，羅賓森於球季末的季後賽和總冠軍賽均有出場。2012-2013進入公牛.在季後賽被熱火淘汰。2013年季後賽完選擇轉戰金塊隊
2015年10月16日，羅賓遜與新奧爾良鵜鶘簽下一年的合同。

## NBA灌籃大賽
- 2006年2月18日的NBA明星周末，羅賓森以灌籃大賽史無前例的加赛总分141-140击败了安卓·伊古達拉，但由于在最後一次的扣篮尝试了14次才成功而引发争议。在此次大賽中，最為人稱道的是其中一回他飛躍安東尼·韋布的頭頂再灌籃，而韋布曾是1986年的灌籃大賽冠軍，且與羅賓森相似的是身高僅168公分。
- 2008年的灌籃大賽決賽，身穿超人Ｓ斗篷的德怀特·霍华德飛身扣篮，擊敗羅賓森並赢得该屆冠军。
- 2009年在鳳凰城的灌籃大賽決賽上，身高175公分的羅賓森再度面對211公分的霍華，這次羅賓森身穿代表氪元素的全綠色尼克隊球衣和球鞋以應付霍華的超人裝，並飛躍他的頭頂灌籃而奪得冠軍。
- 2010年的灌籃大賽決賽，羅賓森成功衛冕冠軍，進而成為NBA史上首位擁有三座灌籃大賽冠軍獎盃的球員。

## 名人琐事
- 垂直弹跳高度经过测量約達43.5英寸（约110公分）。
- 2009年曾在尼克隊坐冷板凳長達一個月之久，但是在2月23日的復出首賽便對印第安納溜馬隊得到41分，亦是他的單場最高得分紀錄。
- 每个夏天的假期都会帮助社区的当地孩子练球，同時因为著力於社區的服务而获得了社区奖章。
- NBA唯一比他矮小而又能力扣籃的球員只有1986年的灌籃大賽冠軍安東尼·韋布，他的官方身高僅170公分。
- 外曾祖父為菲律賓人，所以羅賓森有八分之一的菲律賓血統[1]。